# Liste de graines à faire germer
Les graines à faire germer sont des graines pouvant être consommées sous la forme de jeunes pousses, très tôt après leur germination. Elles sont très nombreuses et appartiennent à des familles botaniques différentes.
La liste ci-dessous, non exhaustive, cite le ou les noms vernaculaires des espèces les plus couramment utilisées, suivis de leur nom scientifique, classées par familles.
Certaines espèces présentent des qualités médicinales, d'autres sont aromatiques et peuvent servir à parfumer des plats.
Quelques espèces sont mucilagineuses telles que le basilic, la cameline, le chia, le cresson, la cressonnette, le lin, la moutarde, le pourpier, la perille, la roquette. Des précautions doivent être prises afin d'éviter leur pourrissement dû au développement rapide de matière gélatineuse empêchant la respiration des plantules.

## Alliaceae
- Ail, Allium sativum
- Oignon, Allium cepa
- Poireau, Allium ampeloprasum var. porrum

## Amaranthaceae
- Amaranthe, Amaranthus sp.

## Apiaceae
- Céleri, Apium graveolens
- Carvi, Carum carvi
- Cerfeuil, Anthriscus cerefolium
- Coriandre, Coriandrum sativum
- Cumin, Cuminum cyminum
- Fenouil commun Foeniculum vulgare
- Persil; Petroselinum crispum

## Asteraceae
- Chicorée, Cichorium sp.
- Tournesol, Helianthus annuus

## Brassicaceae
- Brocoli, Brassica oleracea var. italica
- Cresson alénois, Lepidium sativum
- Cresson de fontaine, Cresson officinal,  Nasturtium officinale
- Cressonnette, Cardamine hirsute, Cardamine hirsuta
- Chou, Brassica oleracea
- Daïkon, Radis blanc, Raphanus sativus var. longipinnatus
- Moutarde brune, Brassica juncea
- Navet, Brassica rapa
- Radis, radis bicolore, Raphanus sativus
- Radis noir, Raphanus sativus var. niger
- Roquette, Eruca sativa

## Cannabinaceae
- Chanvre, Cannabis sativa

## Chenopodiaceae
- Quinoa, Chenopodium quinoa

## Fabaceae
- Ajfalfa, luzerne, Medicago sativa
- Fenugrec, Trigonella foenum-graecum
- Haricot azuki, Vigna angularis
- Haricot mungo, dénommé couramment mais à tort « pousses de soja », Vigna radiata,
- Lentille, Lens culinaris ou Vicia lens Medik..
- Petit pois, Pois cultivé, Pisum sativum, Lathyrus oleraceus
- Pois chiche, Cicer arietinum
- Soja, Glycine max
- Trèfles (blanc, violet,...) Trifolium sp
- Trèfle incarnat, trèfle rouge, Trifolium incarnatum

## Lamiaceae
- Basilic, Ocimum basilicum
- Chia, Salvia hispanica
- Perilla, Shiso, Perilla  frutescens

## Linaceae
- Lin, Linum usitatissimum

## Pedaliaceae
- Sésame, Sesamum indicum

## Poacées
- Avoine, Avena sativa
- Blé, Triticum aestivum
- Epeautre, Triticum spelta
- Maïs, Zea maIs
- Millet commun, Panicum miliaceum
- Orge, Hordeum vulgare
- Seigle, Secale cereale

## Polygonaceae
- Sarrasin, Fagopyrum esculentum

## Portulacaceae
- Pourpier potager, Portulaca oleracea

## Ranonculaceae
- Nigelle, Nigella sativa

## Rosaceae
- Amande, Prunus dulcis

## Urticaceae
- Grande ortie, Urtica dioica

## Toxicité
Des précautions doivent être prises afin d'éviter le développement de la bactérie Escherichia coli.
Certaines plantes sont à éviter, en particulier dans la famille des Solanacées : les plantules contiennent de la solanine, qui est toxique.